# Juan Covarrubias
Juan Carlos Covarrubias Muñoz (Talca, Chile, 15 de enero de 1961) es un exfutbolista chileno que llegó a ser seleccionado nacional, siendo muy destacado  en el medio local. 
El afamado delantero Marcelo Salas, mencionó alguna vez a Juan Covarrubias como su ídolo.

## Trayectoria
Nacido en Talca, Covarrubias jugó desde los 10 años en el club Iván Azócar, de la Población Manuel Rodríguez de su ciudad natal. Estudió en el Colegio Salesianos de Talca, donde se tituló de Mueblista. A los 16 años ingresó a Rangers de Talca donde debutó en 1976, posteriormente defendió los colores del Green Cross de Temuco en 1980. Luego en 1983, fue parte del elenco de Cobreloa, para así disputar la Copa Libertadores de América e incluso vestir la camiseta de la selección chilena. Dejó Cobreloa a comienzos de 1995, debido a que el entonces técnico Jorge Garcés no lo tenía contemplado en sus planes.
En 1995 arribó a Everton y aunque su contrato fue por dos años, optó por marcharse por problemas en el equipo. Antes de terminar su carrera, integró el plantel de Ñublense. Luego de su retiro se dedicó completamente a su empresa de traslado de personal y transporte de cargas.

## Selección nacional
En la selección nacional chilena, Covarrubias nunca tuvo un puesto de titular indiscutido, pese a ser habitual convocado durante finales de la década de los 80
Nunca se ganó el puesto de titular para la Selección chilena aunque fue habitual convocado a fines de los 80's. Jugó en total 16 partidos oficiales, marcando dos goles.

### Participaciones en Copa América
| Copa              | Sede   | Resultado      | Partidos | Goles |
| ----------------- | ------ | -------------- | -------- | ----- |
| Copa América 1989 | Brasil | Fase de grupos | 4        | 0     |

### Participaciones en Clasificatorias a Copas del Mundo
| Eliminatorias             | País   | Resultado     | Posición    | PJ | Goles |
| ------------------------- | ------ | ------------- | ----------- | -- | ----- |
| Eliminatorias Italia 1990 | Italia | Descalificado | 2.º Grupo 3 | 1  | 0     |

## Clubes
| Club               | País  | Año       |
| ------------------ | ----- | --------- |
| Rangers            | Chile | 1976-1979 |
| Green Cross-Temuco | Chile | 1980-1982 |
| Cobreloa           | Chile | 1983-1994 |
| Everton            | Chile | 1995      |
| Ñublense           | Chile | 1996      |

## Palmarés

### Títulos nacionales
| Título           | Club     | País  | Año  |
| ---------------- | -------- | ----- | ---- |
| Primera División | Cobreloa | Chile | 1988 |
| Copa Chile       | Cobreloa | Chile | 1986 |
| Primera División | Cobreloa | Chile | 1992 |

### Distinciones individuales
| Distinción                                 | Año       |
| ------------------------------------------ | --------- |
| Futbolista del año en Chile                | 1992      |
| Goleador histórico de Cobreloa (151 goles) | 1983-1994 |